# Ein Kampf ums Recht
Ein Kampf ums Recht ist ein Roman von Karl Emil Franzos aus dem Jahr 1882. Er spielt in Ostgalizien am Rand der Karpaten.

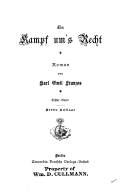
Ein Kampf um’s Recht. Erster Band. Ausgabe Wien, 1901

## Inhalt
Der ruthenische Bauer Taras Barabola heiratet in ein Huzulendorf ein und wird dort zum Richter gewählt. Als der Verwalter des polnischen Gutes einen Teil des Gemeindeackers stiehlt, versucht Barabola auf legalem Weg zum Recht für sein Dorf zu kommen. Dabei macht er sich sogar auf den Weg bis nach Wien und hofft, beim Kaiser Unterstützung für sein Anliegen zu bekommen, die ihm die örtlichen Behörden versagt hatten.
Als er auch dort keine Hilfe bekommt, wird er zum Hajdamaken, einem Karpatenräuber und Anführer einer Bande, die den unterdrückten Bauern gegen ihre adligen Herren beisteht.
Dabei achtet er streng darauf, dass nur Schuldige bestraft werden und es zu keinen Plünderungen und persönlichen Bereicherungen kommt. Das von den Adligen erpresste Geld wird den Dorfgemeinschaften zurückgegeben und nicht selbst behalten.
Als er jedoch erfährt, dass einer seiner Leute ihn und seine Gruppe als Werkzeug einer persönlichen Rache benutzt hatte und er dadurch einen Unschuldigen ermordet hatte, verliert er den Glauben an seine Sendung und stellt sich der Justiz.
Er wird zum Tode verurteilt und hingerichtet. Vorher hatte er noch erfahren, dass dem Dorf das geraubte Land wieder zugesprochen wurde.
Taras Barabola wird oft mit Michael Kohlhaas verglichen; dabei unterscheidet er sich aber besonders dadurch, dass er nicht wegen eines persönlichen verletzten Rechts zum Rebellen wird, sondern wegen des misshandelten Rechts seines Dorfs.